# CyberTracker (película)
CyberTracker es una película de acción de ciencia ficción estadounidense de 1994 escrita por Jacobsen Hart y dirigida por Richard Pepin. Está protagonizada por Don 'The Dragon' Wilson con Richard Norton, Stacie Foster, Steve Burton, Abby Dalton y Jim Maniaci.
A la película le siguió una secuela directa a vídeo de 1995, CyberTracker 2, también protagonizada por Wilson, Foster, Burton y Maniaci.

## Sinopsis de la trama
En el futuro, Eric Anthony Phillips es el jefe del destacamento del Servicio Secreto asignado para proteger al senador Bob Dilly (John Aprea). El Senador Dilly es un defensor del recientemente implementado Sistema Judicial Computarizado (Justicia Computarizada para abreviar), un producto de Cybercore Industry, que utiliza datos como evidencia para determinar la culpabilidad de los criminales acusados, luego ejecuta la sentencia usando verdugos cyborg llamados "Rastreadores". (Maniaci). Sin embargo, cuanto más aprende Phillips sobre los despiadados planes de Dilly y Cybercore, más incómodo se siente y se niega a aceptar el asesinato de un espía corporativo. Esto lleva a Dilly y Cybercore a incriminar a Phillips con el asesinato mientras activan un rastreador para ejecutarlo. Phillips derrota al Tracker pero es capturado por un grupo de rebeldes clandestinos llamado Unión por los Derechos Humanos (UHR). El grupo está dirigido en secreto por la popular periodista de noticias Connie Griffith (Foster). Mientras son rastreados por otro rastreador y el guardaespaldas principal de Dilly (Norton), Phillips y Connie pueden irrumpir en Cybercore y robar archivos secretos que revelan que el senador Dilly es en realidad un cyborg. Phillips derrota al guardaespaldas y a un tercer rastreador y luego se infiltra en una conferencia de prensa para dispararle a Dilly, revelando públicamente su naturaleza mecánica. Esto, junto con todo lo demás que ha descubierto la UHR, provoca el cierre del Sistema Judicial Computarizado y el colapso de Cybercore.

## Elenco
- Don "El Dragón" Wilson como Eric Phillips
- Richard Norton como Ross
- Stacie Foster como Connie
- Joseph Ruskin como "Rondas"
- John Aprea como el senador Bob Dilly
- Abby Dalton como Jefe Olson
- Steve Burton como Jared
- David Barnathan como Marcus
- Edward Blanchard como Gil
- Lisa Larosa como aliado
- Christina Zilber como Kate (acreditada como Christina Naify)
- Duquesa Dale como Becca
- G. William Keith como moderador
- Peter Kluge como reportero
- Dana Sparks como Stephanie
- Kevin Carr como Cooley
- Joel Weiss como Grubb
- Thomas Rosales Jr. como Hombre con pistola en el club (sin acreditar)
- Jim Maniaci como los rastreadores

## Producción
La productora PM Entertainment dijo que en la década de 1990, los fanáticos del cine de acción exigían presupuestos más altos a las películas independientes. Para compensar, la empresa contrató talentos menos costosos para protagonizarlos. PM Entertainment presupuestó estas películas entre 1,5 y 5 millones de dólares.

## Recepción
TV Guide la calificó con 2/4 estrellas y la calificó como una imitación de Terminator con un guion mejor que la típica película de acción de bajo presupuesto. En su guía de películas de ciencia ficción Outer Limits, el autor Howard Hughes escribió que la película tiene "algunas explosiones y accidentes automovilísticos impresionantes", pero los decorados se parecen "sospechosamente a Los Ángeles de los noventa". Red Letter Media mencionó brevemente la película en un episodio de "Best of the Worst", donde se refirieron a la película como tan anodina y aburrida que ni siquiera querían revisarla. RiffTrax se burló de la película como un lanzamiento VOD en 2016.